# Spizaphilus kirbyi
Spizaphilus kirbyi är en insektsart som beskrevs av Griffini 1912. Spizaphilus kirbyi ingår i släktet Spizaphilus och familjen Anostostomatidae. Inga underarter finns listade i Catalogue of Life.